# Никулин, Константин Николаевич (деятель образования)
Константин Николаевич Никулин (1881 Богородск — 5 декабря 1943, Тара) — инспектор губоно Новониколаевска, учёный секретарь Сибирского научно-методического Совета.

## Биография
Родился в 1881 году в Богородске Московской губернии в семье потомственных адвокатов.
После гибели отца семья оказалась в сложном материальном положении, но, несмотря на финансовые трудности, Никулин сумел окончить учительскую семинарию и вскоре переехал вместе с семьёй в предуральский Брадокалман, позднее — в Сибирь. Занимал должность директора в криводановской школе. Ему выделили государственный дом в 5–6 комнат с кухаркой, няней и кучером. В распоряжении также были две лошади и корова.
Позднее Никулин переехал в Новониколаевск, где продолжил трудиться в системе народного образования.
В колчаковский период был демобилизован в Белую армию, из которой сбежал, вернувшись в Новониколаевск.
С 1924 по 1926 год руководил авторским коллективом, который разрабатывал для учетелей программу ГУСа и рабочий план Сибметодсовета.
Опасаясь репрессий, переезжал с семьёй из города в город: в Томск (1926—1928), Ишкуново (1933) и Свердловск (1936), в котором был арестован органами ГПУ и освобождён через полгода.
В 1937 году переехал в Тару, где скончался 5 декабря 1943 года.

## Взгляды на систему образования
Константин Никулин был приверженцем комплексной системы обучения, но в то же время выступал за сохранение общеобразовательной системы подготовки при педагогической работе по новым программам.

## Семья
- жена — П. И. Никулина, учительница начальных классов. После смерти мужа вернулась в Новосибирск, где преподавала в начальных классах школы № 29;
- дочь — В. К. Никулина, учительница, более 30 лет работала в школе № 12;
- внучка — И. Р. Никулина — учительница с 40-летним педагогичским стажем.